# Pseudocaligus uniartus
Pseudocaligus uniartus is een eenoogkreeftjessoort uit de familie van de Caligidae. De wetenschappelijke naam van de soort is voor het eerst geldig gepubliceerd in 2004 door Ho, I.H. Kim, Cruz & Nagasawa.